# Volvarina taeniolata
Volvarina taeniolata is een slakkensoort uit de familie van de Marginellidae. De wetenschappelijke naam van de soort is voor het eerst geldig gepubliceerd in 1860 door Mörch.